# Ciutat de Bauchi
Bauchi (antigament Yakoba) és una ciutat del nord-est de Nigèria, capital de l'estat de Bauchi, de l'àrea de govern local (LGA) de Bauchi i de l'emirat de Bauchi. Està situada a la vora nord de la plana de Jos a uns 616 metres sobre el nivell de la mar. La població el 2012 era de 301.284 habitants. L'Àrea de Govern Local de Bauchi ocupa una superfície de 3.687 km² i la seva població al cens del 2012 era de 493.810 habitants.